# Phodilus
Phodilus es un género de aves estrigiformes de la familia Tytonidae. El género agrupa tres especies reconocidas por la mayoría de las clasificaciones taxonómicas, la lechuza cornuda (Phodilus badius), la lechuza del Congo (Phodilus prigoginei) y la lechuza cornuda de Ceilán (Phodilus assimilis).